# Червоногродський повіт
Червоногродський повіт (іноді у джерелах Червоногродський і Язловецький повіт) — адміністративно-територіальна одиниця Польського королівства та Речі Посполитої з 1434 (з 1726 року як гродський) по 1793 рік, яка існувала на Західному Поділлі. Адміністративний центр — містечко Червоногород (або Червоногрод; нині не існує), яке розташовувалося біля сучасного с. Нирків (донедавна — Заліщицького, нині — Чортківського району Тернопільської області). Утворений згідно з рішенням Гродненського вального сейму 1726 року.

## З історії
Територія повіту розташовувалася на заході Подільської землі, у межах сучасної Тернопільської області. Разом з Кам'янецьким і Летичівським Червоногродський повіт входив до складу Подільського воєводства, утвореного в 1434 році, з центром у Кам'янці на берегах Смотрича (нині — Кам'янець-Подільський).
Межі повіту на заході збігалися з руслом річки Стрипи, на півночі межа проходила на відрізку від Бучача до Тарноруди, на сході — берегами р. Збруч, переходячи з одного берега на другий у залежності від розташування сіл і міст уздовж річки. Також на сході повіт межував з Кам'янецьким повітом Подільського воєводства. Природною південною межею була р. Дністер.
Територія повіту в 1530 році майже повністю збігалася з територією Чортківського повіту Королівства Галичини та Володимирії.
Протягом 1672—1699 років територія Червоногродського повіту, як і все Поділля, була у складі Османської імперії, яка утворила тут елайєт Поділля.
Червоногродський повіт припинив своє існування внаслідок поділу Речі Посполитої та ліквідації її адміністративного устрою на теренах України. Фактично вся територія Червоногородського повіту відійшла до монархії Габсбургів (з 1867 року Австро-Угорщини), окрім лівобережних по Збручу частин Тарноруди, Гусятина, що відійшли до Російської імперії.
Колишній адміністративний центр повіту — Червоногрод, у статусі села Заліщицького району припинив своє існування в середині XX ст., залишившись об'єктом для туризму та фотомистецтва.

### Населені пункти Червоногородського повіту
Найбільшими містами повіту були: Червоногрод, Гусятин, Скала, Тарноруда та ін. 
Села: Жнибороди